# Helicosporium aureum
Helicosporium aureum är en svampart som först beskrevs av August Karl Joseph Corda, och fick sitt nu gällande namn av Linder 1929. Helicosporium aureum ingår i släktet Helicosporium och familjen Tubeufiaceae.   Inga underarter finns listade i Catalogue of Life.